# Temnocerus longiceps
Temnocerus longiceps is een keversoort uit de familie Rhynchitidae. De wetenschappelijke naam van de soort is voor het eerst geldig gepubliceerd in 1888 door C.J. Thomson.